# Calephelis costaricicola
Calephelis costaricicola är en fjärilsart som beskrevs av Embrik Strand 1916. Calephelis costaricicola ingår i släktet Calephelis och familjen Riodinidae. Inga underarter finns listade i Catalogue of Life.